# Adi, Chikodi
Adi là một làng thuộc tehsil Chikodi, huyện Belgaum, bang Karnataka, Ấn Độ.